# 명탐정 코난의 에피소드 목록
아래는 애니메이션 작품인 《명탐정 코난》의 역대 에피소드 목록이다.

## 같이 보기
- 명탐정 코난 (일본의 만화)
- 명탐정 코난 (애니메이션)